# Minello (Einheit)
Minello, auch Minalo, war ein Volumen- und  Getreidemaß in Verona. Verona war zur Geltungszeit ein österreichisch-venezianisches Gubernium.
- 1 Minello = 1859 Pariser Kubikzoll = 36 ⅞ Liter (nach[2] = ⅓ Sacco = 38 Liter)